# Stelletta variabilis
Stelletta variabilis är en svampdjursart som först beskrevs av Wilson 1902.  Stelletta variabilis ingår i släktet Stelletta och familjen Ancorinidae.
Artens utbredningsområde är Puerto Rico. Inga underarter finns listade i Catalogue of Life.